# Trésor Quidome
Trésor Quidome (* 7. Mai 1980 in Luanda) ist ein ehemaliger schweizerischer Basketballspieler.

## Laufbahn
Der im angolanischen Luanda geborene, 1,93 Meter messende Aufbau- und Flügelspieler kam im Alter von fünf Jahren mit seiner Familie in die Schweiz. Er wuchs in Viganello auf und begann dort mit dem Basketball, seinen Einstand in der Nationalliga A gab er für Vacallo mit 17 Jahren.
Im Jahr 2000 wechselte Quidome nach Lugano. Er gewann mit der Mannschaft dreimal die Schweizer Meisterschaft und wurde 2006 von Fribourg Olympic verpflichtet. 2007 und 2008 gewann er mit den Freiburgern abermals den Meistertitel.
Von 2012 bis 2014 stand er für Union Neuchâtel Basket in der Nationalliga auf dem Feld, ab 2014 spielte er für den Zweitligisten Basketballclub Küsnacht-Erlenbach, wirkte dort ebenfalls als Jugendtrainer und engagierte sich ab 2016 zudem im Vorstand des Vereins. 2018 wurde er beim Basketballclub Küsnacht-Erlenbach Trainer der Herrenmannschaft.
Quidome wurde vom Internetdienst eurobasket.com drei Mal (2007, 2008, 2010) in die Auswahl der besten einheimischen Spieler der Schweizer Nationalliga berufen sowie 2008, 2009 und 2010 ebenfalls von eurobasket.com zu den fünf besten Verteidigern der Liga gezählt.
Der ausgebildete Athletiktrainer ist Mitgründer eines Unternehmens, das Fördermassnahmen und Beratungstätigkeiten für junge Basketballspieler anbietet.